# Середньочеський кубок з футболу 1923
Середньочеський кубок 1923 (чеськ. Stredoceský Pohár 1923) — шостий розіграш футбольного кубку Середньої Чехії. Переможцем змагань вчетверте став клуб «Спарта» (Прага), що у фіналі переміг «Славію» (Прага).

## Результати матчів
2 раунд: 
- «Вікторія» (Жижков) — Лібень (Прага) - 2:3[1]

1/4 фіналу
- «Славія» (Прага) — «Вікторія» (Нусле) — 6:0

1/2 фіналу
- 7.10.1923. «Славія» (Прага) — «Чехія Карлін» (Прага) — 6:2 (Слоуп-Штапл-3, Ванік-2, Чапек — Влчек, Шієзль)
- «Спарта» (Прага) — «Чехія Сміхов» — 10:0 (Дворжачек-6, Богата-2, Гоєр, Кожелуг)

## Фінал
| 14 жовтня 1923 |

| «Спарта» (Прага)                               | 3 — 1 | «Славія» (Прага)      |
| ---------------------------------------------- | ----- | --------------------- |
| Дворжачек 6' Гайний 30' Седлачек 40' Коленатий |       | 16' Ванік Слоуп-Штапл |

| Прага Глядачів: 26 000 Арбітр: Ян Задак |

«Спарта»: Франтішек Гохманн — Антонін Гоєр, Карел Стейнер — Франтішек Коленатий, Карел Пешек-Кадя, Ярослав Червений — Йозеф Седлачек, Фердинанд Гайний, Карел Кожелуг, Ян Дворжачек, Отто Шимонек. Тренер: Джон Дік
«Славія»: Франтішек Планічка — Карел Нутль, Еміл Сейферт — Франтішек Плодр, Адольф Бургер, Фердинанд Юблакер — Карел Кужель, Рудольф Слоуп-Штапл, Ян Ванік, Йозеф Чапек, Йозеф Кратохвіл. Тренер: Джон Мадден